# Valdes Jul - Skovens Vogter
Valdes Jul - Skovens Vogter er en dansk tv-julekalender fra 2023, som bliver sendt på TV 2. Manuskriptet til serien er skrevet af Jesper Fink og Thomas Porsager.
Titelsangen bliver sunget af Christopher, som han har skrevet i samarbejde med Pil Kalinka Nygaard Jeppesen og Frederik Thaae.
Julekalenderen bliver fulgt op af en sæson 2 i 2025.

## Medvirkende
| Skuespiller                   | Rolle                 |
| ----------------------------- | --------------------- |
| Sander Løkke Borg             | Valde                 |
| Flora Augusta                 | Tala - fortæller      |
| Selma Kjær Kuscu              | Rita                  |
| Julius Stage Melchiorsen      | Anker                 |
| Julie Agnete Vang Christensen | Malou, Valdes mor     |
| Henrik Vestergaard            | Morten, Valdes far    |
| Ulver Skuli Abildgaard        | Morfar Jens           |
| Tammi Øst                     | Ulla                  |
| Morten Brovn                  | Hermansen             |
| Anders Mossling               | Rang - Skovnisse      |
| Isabella Møller Hansen        | Solveig               |
| Oliver Tikotzki               | Theis                 |
| Laura Allen Müller Smith      | Tina - Skovfoged      |
| Ida Skelbæk-Knudsen           | Celine                |
| Donald Andersen               | Niels - Skolesekretær |
| Silja Ellemann Kiehne         | Gæst på julemarked    |
| Maya Mana Sharif Schaltz      | Hannah                |
| Emmalou Indrio Langer         | Frederikke            |
| Peter Flyvholm                | Bjarke                |
| Kristian Fjord                | Ung mand i køberpar   |
| Thea Glindorf                 | Ung kvinde i køberpar |